# Jan Jelinek
Jan Jelinek é um músico electrónico alemão que também grava sob os nomes de Farben, Gramm e The Exposures. A sua música enquadra-se nos estilos de minimal techno, glitch ou microhouse, e é definida por linhas de baixo profundas, uso frequente de samples de antigos discos de jazz e rock, e efeitos de cliques e cortes. É o fundador da editora alemã Faitiche.

## Discografia
Álbuns
- Personal Rock (1999)
- Loop-finding-jazz-records (2001)
- Improvisations And Edits Tokyo, 26 September 2001 (2002)
- Textstar (2002)
- 1+3+1 (2003)
- La Nouvelle Pauvreté (2003)
- Kosmischer Pitch (2005)
- Lost Recordings 2000-2004 como The Exposures (2005)
- Tierbeobachtungen (2006)
- Bird, Lake, Objects com Masayoshi Fujita (2010)

EPs/Singles/Compilações
- Tendency (2000)